# ピエール中野
ピエール中野（ピエールなかの、1980年7月18日 - ）は、日本のドラマー、DJ。スリーピースロックバンド凛として時雨のドラマー。凛として時雨以外にも数々のバンド・ユニットにドラマーとして参加（後述）。また、DJピエール中野名義でDJ、クールJ名義でヒップホップユニット玉筋クールJ太郎のMCも務める。本名、中野 正敏（なかの まさとし）。
埼玉県越谷市出身。ムーヴィング・オン所属。

## 略歴
中学2年の時にバンドを始めた時はギターだったが、練習場としていた北部市民会館の音楽室にあったドラムセットを練習の合間に叩いていたところ、仲間から褒められたことからドラムスに転向。中学3年のときにX JAPAN『破滅に向かって』のライブビデオを見て、YOSHIKIのドラムパフォーマンスに衝撃を受け、本格的にドラマーを目指す。
高校卒業後、尚美ミュージックカレッジ専門学校に進学、山村牧人に師事。2012年、同校初の特別卒業認定を受ける。
2003年、heの結成に参加するが、翌2004年、前任者のドラムスが脱退した凛として時雨に加入。
2014年にはソロアルバム 『Chaotic Vibes Orchestra』をリリース。このアルバムにはドラマー20名が一斉にセッションしたドラムオーケストラによる楽曲「Animus」が収録されている。
2020年1月25日放送の『有吉反省会』（日本テレビ）に出演した際に、大森靖子と結婚していることを公表した。大森は2014年8月に入籍、2015年10月に第1子を出産したことを発表していたが、結婚相手は公表していなかった。
2024年8月18日に離婚。同日午後8時に公式Xで公表した。

## 参加バンド・ユニット
- 凛として時雨
- 大森靖子バンド - 構成により名称が異なる2種のバンドがあるが、中野は両方に参加[7]
  - 「新🌏[注 1]z」（シンガイアズ）
  - 「新●z」（シンブラックホールズ）
- ZiNG - ピエール中野、9mm Parabellum Bulletの滝善充、MY FIRST STORYのNob、作曲家のANCHORによるサウンドクリエイターユニット
- カオティック・スピードキング - 井澤惇（LITE）、takuto（about tess）、サクライケンタによるジャムバンド
- VIVA LA J-ROCK ANTHEMS - VIVA LA ROCKスペシャルユニット
- 玉筋クールJ太郎 - L.L.COOL J太郎（杉作J太郎）リスペクト

## エピソード
「ピエール中野」の「ピエール」は、中野が練習時にスティックをくるくる回していたのを見て、TKが「ピエロみたいだね、じゃあピエール中野にしよう」と名付けた。ピエール瀧（電気グルーヴ）から取ったと誤解されることが多いが、中野自身電気グルーヴのファンであり瀧を尊敬しているため、あえて訂正はしていない。
2020年1月現在、Twitterのフォロワー27万人、フォロー20万人。Instagramのフォロワーも5万人を超える。
Twitterでは、エゴサ避けしながら中野の話題をツイートするアカウントをフォローして驚かせるなど、そのエゴサ能力がネットニュースになった。
Instagramのストーリー機能を使った人生相談は、回答する件数の多さに上部のタイムバーの長さが短くなって切り取り線のように見えることから、回答のタイトルが「キリトリ線」となった。2019年7月には書籍化され、好評により第2弾の発売も決定している。
またポータブルオーディオやイヤホン、ヘッドホン等にも造詣が深く、2019年にはe☆イヤホン公式アンバサダーにも就任した。
2019年7月には新興オーディオメーカー・AVIOTとのコラボレーションによるイヤホン「TE-BD21f-pnk」（通称「ピヤホン」）を発売。同年11月には一時的であるがAirPodsを上回る販売数を記録した。

## 作品

### CD
- 『Chaotic Vibes Orchestra』（2014年8月13日、ソニー・ミュージックアソシエイテッドレコーズ）

### DVD
- Chaotic Vibes Drumming 入門編（2011年9月14日、ピエールレコーズ/moving on）
- Chaotic Vibes Drumming 実践編（2011年9月14日、ソニー・ミュージックアソシエイテッドレコーズ）

### 参加作品
| 発売日        | タイトル      | アーティスト         | 収録作品      | 備考           |
| ------------- | ------------- | -------------------- | ------------- | -------------- |
| 2011年4月27日 | film A moment | TK from 凛として時雨 | film A moment | ギターを担当。 |

## 書籍
- 『Instagramストーリーズ ＃キリトリ線～少しだけ生きやすくなるための思考の整理～』ローソンエンタテインメント〈Vento Books〉（原著2019年7月3日）。（HMV、HMV&BOOKS、HMV&BOOKSオンライン限定）
- 『Instagramストーリーズ ＃キリトリ線 2～人生の視野を広げるための思考の転換～』ローソンエンタテインメント〈Vento Books〉（原著2020年3月1日）。

## 出演
- 『街録ch〜あなたの人生、教えて下さい〜』（2020年、YouTube番組）

### テレビ番組
- ロック兄弟（2012年7月27日・2012年9月28日・2013年4月17日、テレビ東京）
- イベ検（2015年3月21日、テレビ朝日）
- 魁!音楽の時間（2015年5月18日、フジテレビ）
- アイドルお宝くじ（2017年8月5日、テレビ朝日）
- ラストアイドル（2017年8月13日・2017年8月20日・2017年8月27日・2017年11月12日・2017年11月19日・2018年1月21日・2018年1月28日・2018年2月4日・2018年6月3日・2018年6月10日・2018年6月17日、テレビ朝日）
- おべんとレター。（2019年3月17日、テレビ朝日）
- 有吉反省会（2020年1月11日・2020年1月18日・2020年1月25日、日本テレビ）
- ある日、下北沢で（2024年3月17日、TOKYO MX）[11]
- ミュージックステーション（2024年10月25日、テレビ朝日）GLAYのサポートドラマーとして出演